# Ciclina B2
La ciclina B2 (CCNB2) es una proteína codificada en los humanos por el gen CLB2. La ciclina B2 pertenece a la familia de las ciclinas, específicamente las ciclinas de tipo B. Aun cuando los miembros de las ciclinas, incluyendo la ciclina B1, se caracterizan por incrementar drásticamente sus niveles en las células de forma periódica cada vez que se inicia el ciclo celular, se desconoce el patrón de acción de la ciclina B2. De hecho, el knock-out de la ciclina B2 no presenta una característica obvia sobre el periodo de vida normal de la célula así afectada.

## Ubicación
Las ciclinas de tipo B, B1 y B2, se asocian molecularmente con la proteína p34cdc2 y son componentes esenciales de la maquinaria de regulación del ciclo celular. B1 y B2 difieren en su localización subcelular. La ciclina B1 se co-localiza con los microtúbulos, mientras que la ciclina B2 se asocia principalmente con la región del aparato de Golgi. La ciclina B2 también se une al factor de crecimiento transformante beta 2 y por lo tanto, el complejo ciclina B2/cdc2, puede desempeñar un papel clave en la transformación del control del ciclo celular mediada por el factor de crecimiento beta.

## Función
Las células proliferantes expresan tanto la ciclina B1 como la B2. Ambas se unen y activan a la proteína p34cdc2. Los ratones con ausencia homocigota de la ciclina B1 mueren antes del nacimiento. En contraste, los ratones que no expresan la ciclina B2 se desarrollan normalmente y no muestran ninguna anormalidad obvia. Los ratones masculinos y femeninos con líneas de ciclina B2 nulas son fértiles, un hallazgo inesperado en vista de los altos niveles y las variables gradaciones fenotípicas en la expresión de la ciclina B2 durante la espermatogénesis. La expresión de la ciclina B1 se superpone a la expresión de la ciclina B2 en el testículo maduro, pero no ocurre a la viceversa. La ciclina B1 se puede encontrar tanto en membranas intracelulares como libre en el citoplasma, mientras que la ciclina B2 suele estar asociada a la membrana celular. Estas observaciones sugieren que la ciclina B1 puede compensar la pérdida de la ciclina B2 en ratones mutantes, e implica que la ciclina B1 es capaz de dirigir a la quinasa p34cdc2 a los sustratos diana esenciales de la ciclina B2.

## Interacciones
La proteína ciclina B2 ha demostrado ser capaz de interaccionar con el receptor de TGF-beta 2, p21 y p27.